# Bert Romp
Berend Romp –conocido como Bert Romp– (Veendam, 4 de noviembre de 1958–Tilburg, 4 de octubre de 2018) fue un jinete neerlandés que compitió en la modalidad de salto ecuestre.
Participó en dos Juegos Olímpicos de Verano, obteniendo una medalla de oro en Barcelona 1992, en la prueba por equipos (junto con Piet Raijmakers, Jan Tops y Jos Lansink), y el séptimo lugar en Atlanta 1996, en la misma prueba. Ganó una medalla de plata en el Campeonato Europeo de Saltos Ecuestres de 1997.

## Palmarés internacional
| Juegos Olímpicos   | Juegos Olímpicos    | Juegos Olímpicos | Juegos Olímpicos |
| Año                | Lugar               | Medalla          | Categoría        |
| ------------------ | ------------------- | ---------------- | ---------------- |
| 1992               | Barcelona (España)  | Medalla de oro   | Por equipos      |
| Campeonato Europeo |                     |                  |                  |
| Año                | Lugar               | Medalla          | Categoría        |
| 1997               | Mannheim (Alemania) | Medalla de plata | Por equipos      |